# Білкіні
Білкіні (болг. Билкини) — село (поселення) в Габровській області Болгарії, підпорядковане общині Дряново.
У 1934 році в селі проживало 60 мешканців. Через відсутність постійного населення у 2000-х роках селу надано статус присілка села Големі Болгарени.